# Албус
Албус (лат. drnarius albus;   је ситан сребрни новац. Ковао се од 1360. до XVIII века. 
Био је у потицају у Немачкој (Рајнска област) до 1842. Звали су га још и албус грош, а у словенским крајевима белич (бели новац због његове сребрне боје).